# Amalosia nebula
Amalosia nebula — вид геконоподібних ящірок з родини диплодактилідів (Diplodactylidae). Ендемік Австралії. Описаний у 2023 році.

## Поширення і екологія
Amalosia nebula мешкають у скелястих районах на північному сході Квінсленда. Вони живуть у гірських склерофільних лісах.